# Insurrection (film, 2014)
Ne doit pas être confondu avec Insurrection (film, 2015).
Pour les articles homonymes, voir Insurrection (homonymie) et Insurrection.
Pour plus de détails, voir Fiche technique et Distribution.
Insurrection (Miasto 44) est un film historique dramatique polonais écrit et réalisé par Jan Komasa et sorti en 2014.

## Synopsis
1944. Varsovie est sous domination nazie. Le 1er août, alors que les troupes soviétiques se rapprochent, la ville entière se soulève : c'est l'insurrection. La jeunesse polonaise rejoint alors les rangs de la Résistance, la fleur au fusil, pour ce qu'elle pense être un combat gagné d'avance qui ne devrait guère excéder trois jours. Parmi les révolutionnaires se trouvent Stefan et sa bande, issus pour la plupart de la bourgeoise varsovienne : ils sont inexpérimentés, idéalistes et candides. Comme tant d'autres jeunes, ils rêvent de liberté et d'héroïsme. L'horreur de la guerre leur réserve un destin beaucoup plus tragique...

## Fiche technique
- Titre original : Miasto 44
- Titre français : Insurrection
- Réalisation : Jan Komasa
- Scénario : Jan Komasa et Maciej Pisuk
- Musique : Antoni Łazarkiewicz
- Costumes : Dorota Roqueplo, Magdalena Jadwiga Rutkiewicz-Luterek
- Production : Michał Kwieciński
- Pays d’origine :  Pologne
- Langue originale : polonais
- Format : couleurs - 35 mm - 2.35:1 - Son Dolby numérique
- Genre : drame, film de guerre, romance, film historique
- Durée : 130 minutes
- Dates de sortie :  
  - Pologne : 2 août 2014
  - Allemagne : 2 août 2015 (sur ZDF)
  - France : 24 octobre 2015 (DVD)

## Distribution
- Józef Pawłowski : Stefan
- Zofia Wichłacz : Alicja, surnommée Biedronka (Coccinelle)
- Anna Próchniak : Kamila, surnommée Kama
- Maurycy Popiel : Góral
- Antoni Królikowski : Beksa (Pleurnichard)
- Karolina Staniec : Beata
- Filip Gurłacz : Rogal
- Tomasz Schuchardt : Kobra
- Monika Kwiatkowska : Hanna, la mère de Stefan et Jaś
- Filip Szczepkowski : Jaś, frère cadet de Stefan
- Jaśmina Polak : Ewa
- Jan Kowalewski : Adam
- Grzegorz Daukszewicz : Miki
- Michał Żurawski : Capitaine Czarny
- Michał Meyer : Pająk (L'araignée)
- Max Riemelt : Johann Krauss, l'officier nazi
- Marcin Korcz : Karol
- Michał Mikołajczak : Aleksander, le frère d'Alicja
- Sebastian Fabijański : Sagan
- Piotr Biedroń : Joe
- Michalina Olszańska : danseuse
- Rafał Zawierucha : un nazi

## Personnages

### Personnages principaux
- Stefan : fils d'un officier mort en 1939, Stefan a dû endosser très tôt son rôle de chef de famille. Il veille sur son frère cadet Jaś et Hanna, sa mère ; ils forment un trio particulièrement soudé. Marchant sur les traces de son père, il s'engage dans la Résistance avec ses amis, sans vraiment prendre conscience des répercussions qu'un tel acte aura sur sa vie. Il y rencontre notamment Alicja, une jeune fille de bonne famille, et Kama, une jeune rebelle de condition modeste. Il noue des liens très forts avec elles, elles seront d'ailleurs les premières à le protéger.
- Alicja : issue de la bourgeoisie, Alicja, surnommée affectueusement Biedronka (Coccinelle), est une jeune fille insouciante et épanouie. Elle est la sœur d'Aleksander et une amie chère de Beata et Kama. Idéaliste et féministe, l'horreur de la guerre ébranlera ses convictions et elle souhaitera quitter Varsovie au plus vite avec Stefan dont elle s'est éprise.
- Kamila : plus fréquemment appelée Kama, cette jeune résistante très débrouillarde est le premier contact de Stefan avec la Résistance, il ne lui est d'ailleurs visiblement pas indifférent. Ambitieuse, elle déteste sa condition sociale et souhaite s'en extraire. Lors de l'Insurrection, elle se tiendra dans les premières lignes.
- Góral : à première vue, Góral a tout du révolutionnaire idéal. Son sens du devoir, son patriotisme, son autorité naturelle le placent très vite à la tête de l'équipe composée par Beksa, Rogal, Kama, Beata et Aleksander. Toutefois, il peut aussi se montrer trop optimiste et la foi qu'il place en la Résistance a tendance à l'aveugler.
- Beksa (Pleurnichard) : son allure d'intellectuel cache un volcan d'énergie, d'humour et de courage. Ironiquement, son nom de code est Pleurnichard. D'une amitié sans faille, Beksa est le boute-en-train de l'équipe. Il est ami avec Stefan depuis l'école élémentaire, tous deux sont restés proches depuis lors.
- Beata : la troisième fille à composer notre petit groupe d'insurgés.  Elle est un temps la petite amie d'Aleksander, le frère d'Alicja. Tout comme Kama, elle aspire à s'élever dans la société et est terrifiée à l'idée d'être seule. Elle nouera une brève mais passionnelle histoire d'amour avec son commandant, Kobra.
- Rogal : l'homme d'action à tendance tête-brûlée de l'équipe ! Il est certainement le plus prompt à tirer (acte qu'il exécute sans faillir) mais reste d'une nature peu loquace.
- Kobra : lieutenant officier, il a servi comme cadet en 1939, dur et exigeant, il est toutefois très attaché à son équipe et incarne un idéal de conduite pour les plus jeunes. Il s'éprendra très vite de Beata, qu'il cherchera à protéger durant l'insurrection.

### Personnages secondaires
- Hanna : mère de Stefan et Jaś, Hanna est une ancienne actrice à la renommée internationale ayant abandonné toute carrière ; c'est avant tout une femme prévenante et affectueuse. Brisée par la mort de son mari, elle vit dans la crainte que Stefan emprunte une voie similaire à celle choisie par son père et qu'il gagne à son tour le champ de bataille.
- Jaś : le très jeune frère de Stefan, auquel il est profondément attaché. Jaś est un enfant vif qui sait faire preuve d'une grande maturité. Il vénère son aîné plus que tout et l'assimile régulièrement à l'image qu'il garde de son père décédé.
- Ewa : jeune résistante flamboyante, elle ne laisse guère Beksa indifférent. Après leur rencontre, ils deviennent vite inséparables.
- Adam : jeune juif victime du nazisme, il est sauvé par Stefan et le reste de la bande dès le premier jour de l'insurrection. Désemparé et seul, toute sa famille ayant été déportée, il demande à se joindre à eux. Après avoir hésité, Kobra accepte sa proposition.
- Miki :  insurgé sous les ordres de Kobra.
- Capitaine Czarny : homme tout entier dévoué à l'insurrection, il refuse d'entendre parler de reddition, quitte à mener ses hommes au massacre. Il ignorera les supplications d'Alicja qui lui rapporte les conditions désastreuses dans lesquelles vivotent les blessés à l'hôpital.
- Pająk (L'araignée) : insurgé, également sous les ordres de Kobra.
- Johann Krauss : soldat nazi, il est blessé et maintenu captif par les insurgés. Il est persuadé de la supériorité allemande et devine l'issue du combat avant qu'elle n'advienne.
- Karol : membre du groupe révolutionnaire des Barry, il sauve les vies de Stefan et Alicja.
- Aleksander : frère d'Alicja et petit ami de Beata, il s'engage un temps comme résistant mais ne participe finalement pas à l'insurrection.
- Sagan : l'un des commandants sous les ordres duquel Stefan officie peu de temps. Il est victime d'un tir lancé sur le campement des résistants, en plein cimetière.
- Joe : révolutionnaire sous les ordres de son frère aîné Kobra, il périra dès la première attaque menée par l'insurrection.

## Accueil

### Box-office
À l'échelle nationale, Miasto 44 a été un succès : il s'impose à la tête du box-office polonais en 2014.

## Distinctions

### Récompenses
- Festival du film polonais de Gdynia 2014 : meilleure actrice pour Zofia Wichłacz ; meilleur espoir masculin pour Sebastian Fabijański ; meilleur mixage de son pour Bartosz Putkiewicz ; meilleurs effets spéciaux pour Vít Komrzý ; star montante ELLE pour Anna Próchniak ; Golden Kitten pour Jan Komasa
- Polskie Nagrody Filmowe 2015  : meilleur montage pour Michal Czarnecki ; meilleurs costumes pour Magdalena Rutkiewicz et Dorothy Roqueplo ; meilleure direction artistique pour Grzegorz Piatkowski et Marek Warszewski ; révélation de l'année pour Zofia Wichłacz

### Nominations
- Polskie Nagrody Filmowe[Quand ?] : meilleure actrice, meilleur film, meilleur réalisateur
- Camerimage[Quand ?] : Grenouille d'or (récompensant la meilleure photographie)

## Autour du film
C'est durant le tournage de L'Insurrection de Varsovie, sur lequel il officiait en tant que directeur de la photographie, que le réalisateur Jan Komasa a eu l'idée de Miasto 44. Le scénario est librement inspiré de l'histoire de deux insurgés, Jacek Domaradzki et sa fiancée.
Le tournage a nécessité 3 000 figurants, l’intervention de 10 équipes différentes pour construire les décors et 5 000 tonnes de gravats. Les auditions se sont tenues dans toute la Pologne, réunissant 7 000 personnes. L’avant-première de Miasto 44 s'est tenue au stade national de Varsovie, l'année du 70e anniversaire de l’Insurrection. 12 000 personnes étaient présentes.